# 三方一両損 (落語)
三方一両損（さんぼういちりょうぞん）は、古典落語の演目。大岡政談ものの一つで、講談の題目としても知られる。

## あらすじ
左官の金太郎は、三両の金が入った財布を拾い、一緒にあった書付を見て持ち主に返そうとする。財布の持ち主はすぐに大工の吉五郎だとわかるが、江戸っ子である吉五郎はもはや諦めていたものだから金は受け取らないと言い張る。しかし、金太郎もまた江戸っ子であり、是が非でも吉五郎に返すと言って聞かない。互いに大金を押し付け合うという奇妙な争いは、ついに奉行所に持ち込まれ、名高い大岡越前（大岡忠相）が裁くこととなった。
双方の言い分を聞いた越前は、どちらの言い分にも一理あると認める。その上で、自らの1両を加えて4両とし、2両ずつ金太郎と吉五郎に分け与える裁定を下す。金太郎は3両拾ったのに2両しかもらえず1両損、吉五郎は3両落としたのに2両しか返ってこず1両損、そして大岡越前は裁定のため1両失ったので三方一両損として双方を納得させる。
そして場が収まったところで越前の計らいでお膳が出てくる。普段は食べられないご馳走に舌鼓を打つ二人を見て越前は、いかに空腹だと言っても大食いは身体に悪いと注意する。すると、二人は答えた。
「多くは（多かあ、大岡）食わねえ。たった一膳（越前）」

## 解説
大岡政談ものの中でも特に有名なエピソードの1つであり、落語の場合はサゲ（落ち）のために膳を食すシーンがあるが、これが無い形の単純な説話としても知られる。
他の大岡政談ものと同じく、史実として大岡忠相が実際にそのような裁きを行ったという事実はない。板倉勝重と重宗の裁判や施政をまとめた『板倉政要』の「聖人公事捌」の中に、三方一両損があることが知られており、これが元ネタとみなされている。
TBSのドラマ「大岡越前」では、第1部10話において、サブストーリーとして「三方一両損」のエピソードが登場する。その後、第6部3話では話の主筋として、再び三方一両損が扱われ、その後も第8部7話など、しばしば「三方一両損」に材を取ったストーリーが存在する。また、同作品のリメイクであるNHKの「大岡越前」でも、第1期6話で扱われている。